# Apel Chrześcijańsko-Demokratyczny
Apel Chrześcijańsko-Demokratyczny (niderl. Christen-Democratisch Appèl, CDA) – niderlandzka centroprawicowa partia polityczna powstała w 1977 roku.

## Historia
Została założona w 1977 roku jako unia katolickiej KVP oraz dwóch partii protestanckich: chrześcijańsko-demokratycznej CHU i konserwatywnej ARP. Od momentu swojego powstania stanowiła główną siłę polityczną po prawej stronie niderlandzkiej sceny politycznej, co zaczęło się jednak gwałtownie zmieniać po 2010 roku. Ugrupowanie tworzyło rząd (jako część koalicji) w latach 1977–1989, 2002–2012 oraz 2017–2023.

## Ideologia i program
CDA jest partią chrześcijańsko-demokratyczną, ale Biblia jest postrzegana jedynie jako źródło natchnienia dla poszczególnych członków partii. Partia ma także żydowskich, hinduskich i islamskich parlamentarzystów, i jest za integracją mniejszości islamskiej z holenderskim społeczeństwem i jego kulturą. Jednocześnie sprzeciwia się fundamentalizmowi islamskiemu.
Główne postulaty partii to:
- Spłacenie deficytu budżetowego w ciągu jednego pokolenia, aby uporać się ze skutkami starzenia się społeczeństwa.
- Ograniczenie polityki tolerancji wobec miękkich narkotyków oraz zaostrzenie restrykcji wobec prostytucji, aborcji i eutanazji.
- Pogłębienie integracji europejskiej, ale z zachowaniem sprzeciwu wobec członkostwa Turcji w UE.
- Partia opowiada się za uczynieniem szpitali i szkół bardziej niezależnymi i mającymi większy wpływ na zasady swojego funkcjonowania, i zmniejszeniem w nich funkcji regulacyjnych państwa.

## Poparcie w wyborach

### Wybory doIzby Reprezentantów
| Wybory | Lider listy              | Wyniki    | Wyniki     | Mandaty | +/−  | Rząd              |
| Wybory | Lider listy              | Głosy     | %          | Mandaty | +/−  | Rząd              |
| ------ | ------------------------ | --------- | ---------- | ------- | ---- | ----------------- |
| 1977   | Dries van Agt            | 2 652 278 | 31,89 (#2) | 49/150  | Nowa | Koalicja rządząca |
| 1981   | Dries van Agt            | 2 677 259 | 30,81 (#1) | 48/150  | 1    | Koalicja rządząca |
| 1982   | Dries van Agt            | 2 420 441 | 29,39 (#2) | 45/150  | 3    | Koalicja rządząca |
| 1986   | Ruud Lubbers             | 3 172 918 | 34,59 (#1) | 54/150  | 9    | Koalicja rządząca |
| 1989   | Ruud Lubbers             | 3 135 056 | 35,32 (#1) | 54/150  | 0    | Koalicja rządząca |
| 1994   | Elco Brinkman            | 1 996 418 | 22,23 (#2) | 34/150  | 20   | Opozycja          |
| 1998   | Jaap de Hoop Scheffer    | 1 581 053 | 18,37 (#3) | 29/150  | 5    | Opozycja          |
| 2002   | Jan Peter Balkenende     | 2 653 723 | 27,93 (#1) | 43/150  | 14   | Koalicja rządząca |
| 2003   | Jan Peter Balkenende     | 2 763 480 | 28,62 (#1) | 44/150  | 1    | Koalicja rządząca |
| 2006   | Jan Peter Balkenende     | 2 608 573 | 26,51 (#1) | 41/150  | 3    | Koalicja rządząca |
| 2010   | Jan Peter Balkenende     | 1 281 886 | 13,61 (#4) | 21/150  | 20   | Koalicja rządząca |
| 2012   | Sybrand van Haersma Buma | 801 620   | 8,51 (#5)  | 13/150  | 8    | Opozycja          |
| 2017   | Sybrand van Haersma Buma | 1 301 796 | 12,38 (#3) | 19/150  | 6    | Koalicja rządząca |
| 2021   | Wopke Hoekstra           | 990 601   | 9,5 (#4)   | 15/150  | 4    | Koalicja rządząca |
| 2023   | Henri Bontenbal          | 345 822   | 3,31 (#7)  | 5/150   | 10   | Opozycja          |